# Rick Warren

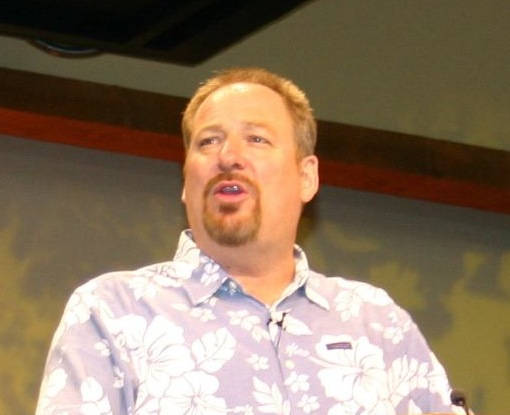
Rick Warren

Rick Warren, född 28 februari 1954, är pastor och författare av kristna böcker, till exempel Leva med mål och mening och grundare (1980) av Saddleback Church, en evangelisk-kristen kyrka i Lake Forest i södra Kalifornien. Kyrkan klassas som en megakyrka och är den åttonde största kyrkan i USA. Warren utvaldes av Barack Obama att tala vid dennes presidentinstallation.